# Пасічники
Пасі́чники — село в Україні, у Решетилівській міській громаді Полтавського району Полтавської області. Населення становить 230 осіб. До 2016 орган місцевого самоврядування — Потічанська сільська рада.

## Географія
Село Пасічники знаходиться на лівому березі річки Говтва, вище за течією на відстані 1,5 км розташоване село Сені, нижче за течією на відстані 5 км розташоване село Капустяни, на протилежному березі — село М'якеньківка. Поруч проходить автомобільна дорога Н31.

## Історія
Засновано хутір  у 1830 році пасічником,ім'я якого невідоме.Назва села Пасічники тому,що у селі було чимало пасік і пасічників.Село процвітало за рахунок бджолярства.
До 1939 року село Пасічники було хутором,перед II Світовою всі навколишні хутори об'єднали із центром в селі Пасічники.
- 1941-1945рр.- Друга світова війна.Село окуповане німцями і майже знищене. Залишилося декілька хат. На фронт пішло чимало чоловіків,повернулися одиниці.
- 1957р.-засновано колгосп "За Комунізм", згодом перейменований в "СТОВ ПАСІЧНИКИ" - зайняте майже все населення села.
- 1965р.-збудований Пасічниківський сільський будинок культури.
- 1992р.-збудовано початкову школу.Директор Підгірна Л.А.
- 2000р.-відкрито кафе-магазин "Транзит"
- 2003р.-ліквідовано місцевий колгосп.Десятки людей безробітні.
- 2005р.-Закрито початкову школу.
- 2006р.-поляки почали будувати завод по переробці пластику.Будівництво припинене через смерть господаря.
- 2010р.-Головою сільради став місцевий житель В.М.Гайдар.
- 2012р.-Реставровано сільський будинок культури.
- 2013р.-Розташувалася перевалочна база по щебеню.
- 2016-початок розчищення річки Говтва,святкування дня громади за фінансової допомоги голови Потічанської сільської рада і за сприяння місцевих громадських діячів.
- 12 червня 2020 року, відповідно до розпорядження Кабінету Міністрів України № 721-р «Про визначення адміністративних центрів та затвердження територій територіальних громад Полтавської області», село увійшло до складу Решетилівської міської громади[1].
- 19 липня 2020 року, в результаті адміністративно - територіальної реформи та ліквідації Решетилівського району, село увійшло до складу новоутвореного Полтавського району Полтавської області[2].

## Населення

### Мова
Розподіл населення за рідною мовою за даними :
| Мова            | Кількість | Відсоток |
| --------------- | --------- | -------- |
| українська      | 264       | 96.70%   |
| російська       | 6         | 2.20%    |
| румунська       | 1         | 0.37%    |
| інші/не вказали | 2         | 0.73%    |
| Усього          | 273       | 100%     |